# Cucumber Castle
Cucumber Castle släpptes i april 1970 och var den brittisk-australiensiska popgruppen Bee Gees femte album. Albumet producerades av Barry Gibb, Maurice Gibb, och Robert Stigwood.  En del av sångerna kommer från deras TV-film med samma namn. Cucumber Castle är Bee Gees enda album utan Robin Gibb, som lämnade gruppen efter singelsläppet av First of May från föregående album.

## Låtlista
1. "If I Only Had My Mind on Something Else" – 2:33
2. "I.O.I.O." – 2:57
3. "Then You Left Me" – 3:11
4. "The Lord" – 2:19
5. "I Was the Child" – 3:14
6. "I Lay Down and Die" – 3:35
7. "Sweetheart" – 3:09
8. "Bury Me Down by the River" – 3:25
9. "My Thing" – 2:19
10. "The Chance of Love" – 2:28
11. "Turning Tide" – 3:09
12. "Don't Forget to Remember" – 3:28